# Цыферов, Геннадий Михайлович
Геннадий Миха́йлович Цыферов (1930—1972) — советский писатель-сказочник, сценарист и драматург.

## Биография
Родился 26 марта 1930 года в Свердловске. Отец занимал пост директора Государственного треста зелёного строительства «Госзеленстрой» РСФСР, мать была бухгалтером. В 1949 году он поступает в Институт востоковедения на факультет японского языка, но из-за большой близорукости на японское отделение его не взяли, а взяли на монгольское. Проучившись 2 года в институте, он был отчислен за скандал с деканом факультета. В 1951 году Геннадий Михайлович поступает в педагогический институт имени Крупской. По окончании института (1956) работал в течение трёх лет воспитателем-педагогом в интернате. Уже в это время Цыферов начал писать сказки-миниатюры, которые отсылал на отзыв Корнею Чуковскому и получил положительный отзыв.
Постепенно сменил свою педагогическую деятельность на литературную — работал в «Учительской газете» недолго, в журнале «Мурзилка», писал для «Литературной газеты». Пытался публиковать свои сказки в издательстве «Детская литература», но их не приняли. Только в новом, созданном в 1957 году, издательстве «Малыш», и при поддержке его главного редактора — Юрия Павловича Тимофеева, сказки Цыферова увидели свет.
Наряду с писательской деятельностью, он сотрудничал с детскими передачами на радио, работал на телевидении, выступал в библиотеках. Также Геннадий Цыферов работал сценаристом в мультипликации, где им в сотрудничестве со студией «Союзмультфильм» и в соавторстве с Генрихом Сапгиром было выпущено более двух десятков мультфильмов. Работал большей частью с режиссёрами Р. А. Качановым, В. В. Курчевским, В. Д. Дегтярёвым, Н. Н. Серебряковым.. Также вместе Г. Сапгиром писал пьесы для кукольных театров. Один из которых, «Хочу быть большим» в 1970 году режиссёром Р. Ренцем был представлен на 2-м Международном фестивале театров кукол в Венгрии.
В 1968 году стал членом Союза кинематографистов. 1971 год — был принят в члены Советского центра УНИМА. Членом Союза писателей не был.
Умер 5 декабря 1972 года в Москве и похоронен на 25-м участке Ваганьковского кладбища. Интересно, что на надгробном памятнике он указан как «Циферов Генадий».

## Фильмография
сценарист мультипликационных фильмов
- 1964 — Алёшины сказки
- 1964 — Лягушонок ищет папу
- 1966 — Главный Звёздный
- 1966 — Мой зелёный крокодил
- 1967 — Как стать большим
- 1967 — Легенда о Григе
- 1967 — Паровозик из Ромашкова
- 1967 — Честное крокодильское
- 1968 — Не в шляпе счастье
- 1968 — Пугало
- 1969 — Солнечное зернышко
- 1970 — Сладкая сказка
- 1971 — Край земли
- 1971 — Лошарик
- 1971 — Удивительный китёнок
- 1971 — Ослик Плюш
- 1972 — Про чудака лягушонка
- 1972 — Самый уважаемый
- 1973 — Волшебные фонарики
- 1973 — Первые встречи
- 1974 — Как козлик землю держал
- 1976 — Будь моим слоном
- 1977 — Тайна запечного сверчка (по сказке Цыферова "Тайна запечного сверчка")
- 2010 — Зверушки добрюшки (по сказкам писателя)
- 2020 — Весна будет всегда (по повести Цыферова "Весна будет всегда")

## Награды
- 1967 — «Легенда о Григе» — Диплом XIII МФ к/м фильмов в Оберхаузене (ФРГ).
- 1970 — получил почётную грамоту Министерства Культуры РСФСР за заслуги в развитии драматургии для детских театров.